# جی‌دی‌اس اکبونو (دی‌یی-۲۰۱)
جی‌دی‌اس اکبونو (دی‌یی-۲۰۱) (به انگلیسی: JDS Akebono (DE-201)) یک کشتی است که طول آن ۹۱٫۸ متر (۳۰۱ فوت ۲ اینچ) می‌باشد. این کشتی در سال ۱۹۵۵ ساخته شد.
آکبونو یکی از نخستین کشتی های جنگی بومی ژاپن است که پس از جنگ جهانی دوم ساخته شد. این کشتی از سال ۱۹۵۶ تا ۱۹۷۶ بکار گرفته می شد.